# Aloma Romero
Aloma Romero (Barcellona, 1988) è un'attrice, ballerina e cantante spagnola, famosa per aver interpretato il ruolo di Adolfina Samaniego nella soap opera Il segreto.

## Biografia
Nata nel 1988, debutta a soli sei anni con il Teatro Español, diretta da Gustavo Perez Puig y Mara Recatero. Il debutto televisivo è del 2002.
Attualmente (2014) insegna danza e canto ed è impegnata nella produzione di film e cortometraggi.

## Filmografia

### Cinema
- Fragile - A Ghost Story (Frágiles), regia di Jaume Balagueró (2005)

### Televisione
- 2005-2008: El comisario
- 2009: Un golpe de suerte (Lluvia)
- 2011: Hospital Central
- 2011: Doctor Mateo
- 2011: Homicidios (Lucía)
- 2012: Rocío Dúrcal, volver a verte (Marisa)
- 2012: Il segreto (Adolfina Samaniego)
- 2013: Águila Roja